# Euepalpus flavicauda
Euepalpus flavicauda är en tvåvingeart som beskrevs av Townsend 1908. Euepalpus flavicauda ingår i släktet Euepalpus och familjen parasitflugor. Inga underarter finns listade i Catalogue of Life.